# Rubus columellaris
Rubus columellaris är en rosväxtart som beskrevs av William James Tutcher. Rubus columellaris ingår i släktet rubusar, och familjen rosväxter. Utöver nominatformen finns också underarten R. c. villosus.